# Sujitan (sockenhuvudort i Kina, Qinghai Sheng, lat 37,52, long 101,20)
Sujitan (kinesiska: 苏吉滩, 苏吉滩乡) är en sockenhuvudort i Kina. Den ligger i provinsen Qinghai, i den nordvästra delen av landet, omkring 110 kilometer nordväst om provinshuvudstaden Xining. Antalet invånare är 1 519. Befolkningen består av 739 kvinnor och 780 män. Barn under 15 år utgör 19,0 %, vuxna 15-64 år 73 %, och äldre över 65 år 6,0 %.
Runt Sujitan är det ganska tätbefolkat, med 134 invånare per kvadratkilometer. Närmaste större samhälle är Huangcheng, 9,8 km norr om Sujitan. Trakten runt Sujitan består i huvudsak av gräsmarker.
Genomsnittlig årsnederbörd är 609 millimeter. Den regnigaste månaden är juli, med i genomsnitt 133 mm nederbörd, och den torraste är januari, med 2 mm nederbörd.